# Daniel Casper von Lohenstein
Daniel Casper von Lohenstein (Nimptsch, 25 gennaio 1635 – Breslavia, 28 aprile 1683) è stato un drammaturgo tedesco.

## Biografia
Avvocato, nel 1670 fu eletto sindaco di Breslavia e fu presto inviato come diplomatico a Vienna.
Tra le sue maggiori opere si ricordano il romanzo incompiuto Arminius e le tragedie Ibrahim Bassa (1650), Cleopatra (1661), Agrippina ed Epicharis (1665), Sophonisbe (1669) e Ibrahim Sultan (1673).
Esponente del teatro barocco, Lohenstein portò sulle scene vicende passionali descritte in modo turgido e sentenzioso.
Le tematiche principali delle sue opere furono la vanità terrena, la morte, la corruzione delle corti, l'ambizione dei politici, il fato ineluttabile.